# Der ewige Traum
Der ewige Traum (Verweistitel: Der König vom Mont-Blanc, auch Der König des Mont Blanc) ist ein deutsches Bergsteigerdrama aus dem Jahre 1934 um die Erstbesteigung des Mont Blanc. Unter der Regie von Arnold Fanck spielen Sepp Rist und Brigitte Horney die Hauptrollen. Das Drehbuch beruht auf dem historischen Roman Paccard wider Balmat von Karl Ziak.

## Handlung
In den Westalpen im Jahre 1786. Der junge Bauernsohn Balmat verbringt schon sein ganzes Leben in einem Dorf am Fuße des Mont Blanc. Der gewaltige Berg übte von jeher eine magische Anziehungskraft auf ihn aus; eine Magie, die durch die Mythen- und Sagenerzählungen des Vaters, dass es auf der Bergspitze viel Gold gebe, noch verstärkt wird. Doch die Sache habe einen Haken: Mächtige Berggeister würden dort oben den Schatz mit Argusaugen hüten. Als Balmat erwachsen ist, will er endlich den Gipfel erklimmen. Ein vor Ort eingetroffener französischer Gelehrter namens Saussure bringt große Unruhe ins Dorf: Er bietet demjenigen, der ihn dort hinaufführt 1000 Goldstücke. Es beginnt ein regelrechter Ansturm auf den Gipfel, doch niemand kommt oben an; zu schwer sind die Kletterbedingungen und zu unzureichend die mitgeschleppte Ausrüstung.
Einzig Balmat, von den meisten Dörflern – mit Ausnahme der jungen Maria, die ihn liebt – für seine Bergbesessenheit verlacht, hält durch. Es begleitet ihn der Alpinist und Arzt Dr. Paccard, ein Freund. Als Balmat vom Weg abkommt gerät er auch noch in einen Schneesturm und muss ein Notquartier in einer Eishöhle suchen. Ein heftiges Berggewitter tobt. Als Paccard ihn in seiner Notunterkunft ausfindig macht, ist Balmat schneeblind geworden. Sein Freund bringt ihn daraufhin wieder hinunter ins Dorf, wo Balmat seine Maria heiratet. Er will nicht mehr an den Mont Blanc denken, kommt aber dennoch nicht von ihm los. Balmat arbeitet nunmehr als Bauer. Eines Tages kehrt Professor Saussure zurück, in der Absicht, gemeinsam mit einigen Engländern einen erneuten Versuch zu wagen, den Gipfel zu erklimmen. Er möchte, dass Balmat ihn dort hinaufführt. Eine außerordentlich generöse Bezahlung lockt. Jetzt packt Balmat der Ehrgeiz, er will den Mont Blanc noch vor Saussure und dessen Fremden endlich bezwingen.
Sein Freund Paccard erklärt sich bereit, ihn bei diesem waghalsigen Unterfangen zu begleiten. Diesmal gelingt der Aufstieg, und Paccard, den mehr die Wissenschaft als der Ehrgeiz antreibt, lässt seinem Freund den Vorrang. Da hören sie aus dem Dorf die Totenglocke klingen; ein untrügliches Zeichen dafür, dass jemand gestorben ist. Rasch eilen beide Männer wieder ins Tal. Balmat stürzt zu seiner Maria in die Hütte und muss feststellen, dass seine Frau beider gerade geborenes Kind sogleich wieder verloren hat. Dieses traumatische Ereignis führt dazu, dass er endgültig von seiner Besessenheit geheilt ist.

## Produktionsnotizen
Der ewige Traum war der letzte Bergfilm des durch dieses Genre berühmt gewordenen Regisseurs Fanck. Anschließend bekam er keine Möglichkeiten mehr, in Deutschland regelmäßig Spielfilme zu inszenieren. Die Drehzeit erstreckte sich von Mitte Dezember 1933 bis Mitte Januar 1934, Drehort war die Gegend rund um Chamonix und das Mont Blanc-Massiv. Vor der offiziellen Uraufführung am 20. November 1934 in Berlins Ufa-Palast am Zoo hatte der Film bereits seine tatsächliche Premiere am 31. März 1934 in Münchens Ufa-Palast gehabt und war auch in weiteren süddeutschen Städten gezeigt worden.
Fritz Klotzsch diente den infolge erster Arisierungsmaßnahmen weitgehend von der Produktion ausgeschlossenen, jüdischen Besitzern der Cine-Allianz, Gregor Rabinowitsch und Arnold Pressburger, als Herstellungsleiter. Werner Schlichting und Robert Herlth schufen die Filmbauten, Walter Rühland sorgte für den Ton. Willy Clever und Herbert B. Fredersdorf dienten Fanck als dessen Regieassistenten, Fritz von Friedl assistierte den Kameraleuten Richard Angst und Kurt Neubert.
Die Schauspieler Friedrich Kayßler, der den Dorfpfarrer spielte, und Helene Fehdmer, die Brigitte Horneys Filmmutter verkörperte, waren im wirklichen Leben miteinander verheiratet.
Unter dem Titel Rêve éternel entstand auch zeitgleich eine französische Version des Films. Die wichtigsten Darsteller der Originalversion spielten auch in dieser Fassung mit.

## Kritiken
Mit diesem Film und Fancks dort gezeigter Ästhetik beschäftigten sich bereits zahlreiche bedeutende Zeitgenossen. Lotte Eisner beispielsweise schrieb: „Diese Visionen von Bergmassen, von Schneehängen, die im Sturm verwehen, die gleichsam in der Wucht ihrer Montage gewaltig brausenden Fugen einer gigantischen Orchestrierung sind“, und Béla Balázs ergänzte: „Es gibt nichts Fantastischeres als die Natur, in der wir nicht zu Hause sind“.
In Oskar Kalbus’ Buch Vom Werden deutscher Filmkunst wurde die grundsätzliche Problematik Fanck‘scher Natur- und Bergfilmfilminszenierungen angesprochen, nämlich, dass die visuelle Pracht der Natur stets die schauspielerisch-künstlerische Komponente in den Hintergrund dränge. Er schreibt:

„Auch dieser Bergfilm hat den gleichen Fehler wie ‚S.O.S. Eisberg‘. Er fällt in seinen menschlichen Bezirken ab. Die Berge sind anscheinend zu gewaltige Darsteller, die keine Konkurrenz neben sich aufkommen lassen. Sepp Rist, der Held aus 'S.O.S. Eisberg‘ und große Skiläufer und Bergsteiger, spielt den Goldsucher Balmat. Sein Spiel macht glaubhaft, daß der Mensch schließlich doch über die Elemente siegen muß, wenn er nur den Glauben hat, stärker zu sein als sie. Wunderbar zart ist daneben das Spiel von Brigitte Horney als Maria, die im Tal betet, und der es schließlich gelingt, ihn von seinem Bergwahn und seiner Goldgier zu befreien.“

Die Wiener Zeitung schrieb über den Film, der in Österreich ab Dezember 1934 unter dem Titel Der König des Mont Blanc lief: „Für die Hauptrolle hat man den höchsten Berg Europas engagiert. Er zeigt sich in imposanter, eisgekrönter Schönheit und von jener Seite, wo er weder Weg noch Steig und auch keine Unterkunftshütten besitzt. […] Überflüssig zu erwähnen, daß die Naturaufnahmen alle starken Eindruck machen. Von der Spielhandlung selbst läßt sich dies nicht durchwegs behaupten. Des alpinen Meisterregisseurs Dr. Arnold Fancks Neigung zu nebulöser Mystik, als deren Symbol die in Bergfilmen üblichen, im Eilzugtempo dahinbrausenden Nebelschwaden dienen, fand in der Geschichte von Balmat, dem montblancbesessenen Bauern aus Chamonix, willkommenen Anlaß, wieder einmal einen stolzen Bergriesen in dämonischer Beleuchtung zu zeigen. Kein neuer, aber ein sicher sitzender Effekt. […] Der Film […] ist vom rein bildtechnischen Standpunkt außerordentlich sehenswert.“
In einer Vorbesprechung war in der Österreichischen Film-Zeitung in der Ausgabe vom 1. Dezember 1934 auf Seite 6 zu lesen: „Die Schwierigkeit, eine Bergbesteigung in altem Stil sozusagen, mit altertümlichen Trachten und unzulänglicher Ausrüstung auf die Leinwand zu bringen, ist von Dr. Fanck glänzend überwunden worden. Die Bilder der Hochalpen sind voll Leben und Zauber.“
Der Autor und Kritiker Karlheinz Wendtland sprach von einem „kulturhistorisch interessante[n] Film, der die Bezwingung des Mont-Blanc, der 1786 erstiegen wurde“, zeige. Weiter hieß es, Dr. Fanck biete „majestätische Bilder von Gletscherspalten und Lawinen, von Schneestürmen und grandiosen Bergkulissen“. Moniert wurde, dass Fanck bei den Spielszenen „die Zügel schleifen“ lasse. Brigitte Horney wurde bestätigt, dass sie „schöne, menschliche Augenblicke“ habe.
Im Lexikon des Internationalen Films ist zu lesen: „In romantisierender Form schildert der Altmeister des Bergfilms, Arnold Fanck, die Erstbesteigung des Mont Blanc durch den Bergbauern Jacques Balmat.“
Der Evangelische Film-Beobachter urteilt 35 Jahre nach der Entstehung des Werkes: „Vor allem mit ‚Naturgewalten‘ vollgestopft und geschmacklich hoffnungslos überholt. Trotz guter Bilder lohnt es sich heute nicht mehr, den Film anzusehen.“